# Pomponi Silvà
|  | Per a altres significats, vegeu «Pompeu Silvà». |

Pomponi Silvà (en llatí Pomponius Silvanus) va ser un magistrat romà del segle i. Formava part de la gens Pompònia, una antiga gens romana d'origen plebeu.
Va ser procònsol d'Àfrica en el regant de Neró. Va ser acusat d'abusos pels provincials, però el van absoldre a causa de la seva edat i de què era molt ric i no tenia fills.
Alguns autors suposen que aquest Pomponi Silvà era la mateix persona que Pompei o Pompeu Silvà perquè Tàcit descriu a Pomponi com a ric i vell, cosa que coincideix amb el que se sap de Pompeu Silvà.